# Milzano
Milzano är en ort och kommun i provinsen Brescia i regionen Lombardiet i Italien. Kommunen hade 1 747 invånare (2018).